# Trèbes
Trèbes (okcitansko Trebes) je vas in občina v južni francoski regiji Akvitanija, prefektura departmaja Aude.. Leta 2015 je mesto imelo 5.587 prebivalcev, ki jim pravijo Trébéens.

## Znane osebnosti
- René Coll (1941-2009): glasbenik, ki je živel v Trèbesu od 1969 in je pokopan na tamkajšnjem pokopališču;
- Michel Amardeilh (1952-) : športnik in trener krajevnega plavalnega moštva;
- Ernesto Oña (1965) : igralec in scenarist
- Arnaud Beltrame, (1973-2018): žandarmerijski polkovnik, ki se je žrtvoval za talko Julijo in bil pri muslimanskem razbojniškem napadu 23. marca 2018 na Carcassonne in Trèbes ubit, ter bil med drugimi odlikovanji imenovan za narodnega heroja. [2]